# Dobrinorden
Dobrin-riddarna var en andlig riddarorden instiftad år 1222 av den preussiska biskopen Christian. Ordens grundande var inspirerat av svärdsriddarorden vilket reflekterades i det officiella namnet Fratres Militie Christi de Livonia contra Prutenos (Kristi Ridderskaps bröder av Livland, mot pruserna) och vapenskölden som bestod av ett rött svärd och en röd stjärna. Namnet Dobryn-riddarna kommer från slottet Dobrin som skänktes till orden år 1228. Orden förblev dock svag och nådde inga större framgångar, därför gick större delen av ordens riddare med i Tyska orden år 1235. 

### Fotnoter
1. ↑  Harrison (2005), s. 360-361